# Mashan (Jixi)
Der Stadtbezirk Mashan (chinesisch 麻山区, Pinyin Máshān Qū) ist ein Stadtbezirk der bezirksfreien Stadt Jixi in der Provinz Heilongjiang der Volksrepublik China. Er hat eine Fläche von 416,3 km² und zählt 17.301 Einwohner (Stand: Zensus 2020).

## Administrative Gliederung
Auf Gemeindeebene besteht der Stadtbezirk aus einem Straßenviertel, das Straßenviertel Mashan (麻山街道).